# Дивізійний комісар
Дивізі́йний коміса́р — військове звання вищого військово-політичного складу збройних сил Радянського Союзу з 1935 до 1942. Вище за рангом ніж бригадний комісар, але нижче за корпусний комісар. Дорівнювало військовому званню комдив.
Військовому званню дивізійного комісара відповідав ряд інших військових звань  — флагман 2-го рангу,  інженер-флагман 2-го рангу ,  дивінженер, дивінтендат, диввоєнюріст, дивврач, дивветврач. Званню дивізійного комісара, також відповідало спеціальне звання Старшого майора держбезпеки.

## Історія

### Передумови появи
Після падіння Російської імперії в 1917 році, в російських республіканських військах вже вводиться інститут військових комісарів, які здійснювати політичний контроль за діями командирів військових формувань, до яких вони були надані. Посаду військового комісара було введено в армії і флоті Постановою Тимчасового уряду від 30 червня (13 липня) 1917 року № 132 . Після Жовтневого заколоту інститут військових комісарів був також узаконений в сформованій Робітничо-Селянській Червоній армії Положенням Наркомвоєна РРФСР «Про військових комісарів, членів Військових рад» від 24 березня (6 квітня) 1918 року. Комісари були повновладними представниками партії (більшовиків) в військових підрозділах до яких вони були приписані. У наступний період інститут військових комісарів в РСЧА двічі скасовували (1925 -1937 і 1940-1941), вводячи замість нього інститути помполітів і замполітів. Згідно з  посадою були комісари батальйону, полка, бригади, дивізії, армії, та інші.

### Поява персональних звань
У 1935 році з введенням персональних звань вищого командного складу були введені також спеціальні звання для політпрацівників: «молодший політрук», «політрук» і «старший політрук», що відповідали загальним військовим званням «лейтенант», «старший лейтенант» і «капітан». Старші політробітники мали спеціальні звання із словом «комісар»: «батальйонний комісар» (майор), «полковий комісар» (полковник), «дивізійний комісар» (комдив) тощо (у дужках надані відповідні загальні військові звання).

### Скасування окремих звань військово-політичного складу
В жовтні 1942 року посади військових комісарів в Червоній армії були остаточно скасовані, рішенням ДКО від 9 жовтня 1942 року в армії і на флоті була ліквідована система військових комісарів, і всім їм надаються командні звання. Причому звання надавалися на ступінь нижче. Так наприклад, якщо раніше молодший політрук дорівнював лейтенантові, то нове звання йому надавалося — молодший лейтенант. Різко було скорочено число політичних посад. Частина вчорашніх політруків і комісарів призначалися заступниками командирів по політчастині (від роти і вище), частина була переведена на командні посади. Якщо раніше політрук або комісар користувалися рівною з командиром владою в підрозділі, частині, то тепер вони стали заступниками командирів по політчастині (замполіти).

## Знаки розрізнення
Для звання дивізійний комісар був встановлений знак розрізнення в два ромба в петлиці, як у комдива, відрізняючись тільки окантовкою петлиць. Замість командирської золотистої окантовки була чорна, як у решти політпрацівників, а також у молодшого комскладу і червоноармійців.
Військовослужбовці вищого політичного складу мали на обох рукавах вище за обшлаг або манжету однакові для всіх звань червоні суконні зірки діаметром 55 мм. Зірки по краю обшивалися червоною шовковою ниткою, а в центрі мали вишиті золотистою ниткою серп і молот.
Військові комісари, які проходили службу на флоті, носили форму військово-морських сил (РСЧФ). Знаки розрізнення розташовувалися на рукавах у вигляді смуг із золотої стрічки на рукаві, як і у вищого командного складу флоту. Відмінність була в тому, що просвіти між смугами були червоного кольору (у командного складу колір мундира), а так само в тому, що розташовувалася на рукаві зірка була червоною і облямована золотим шиттям (у командного складу повністю золота).
У дивізійного комісара знаки розрізнення аналогічні флагману 2-го рангу, дві смуги на рукаві (одна широка, вище якої розташовувалася середня).

## Політичний склад НКВС
В тому ж 1935 році коли були введені персональні військові звання в РСЧА, відбуваються подібні процеси в НКВС. Згідно з наказом НКВС СРСР № 319 від 10 жовтня 1935, постановою  НКВС СРСР № 2250 від 7 жовтня 1935, а також наказами № 396 (по ГУДБ) и № 399 (ГУПВО) від 27.12.1935 року для особового складу певних Головних управлінь НКВС (як то ГУПВО та ГУДБ) вводяться персональні військові та спеціальні звання. Якщо співробітники ГУДБ отримали особливі звання то особовий склад ГУПВО (прикордонні та внутрішні війська) отримали звання за зразком раніше прийнятих в РСЧА. Введені вже в 1936 році знаки розрізнення (спершу на рукавах, пізніше на рукавах та петлицях) координально відрізнялись від армійських.
На петлицях з’являються повздовжні просвіти, певного кольору. Молодший командний начальницькі склади мали червоні просвіти, середній та старший склади мали сріблясті просвіти, вищий склад мав золотисті просвіти. Також на петлицях, в залежності від звання розташовувалася певні кількість сріблястих (старший склад), золотистих (вищий склад) п’ятипроменевих зірочок чи червоних емальованих трикутників (середній склад) та золотисто-червоних кутиків (молодший).  Командний від начальницького складу відрізнявся наявність галунного золотого трикутнику внизу петлиці (інтендантський склад мав сині кути), колір петлиць був краповий для внутрішньої охорони (військ) та зелений для прикордонників. Носій звання політичного складу «дивізійний комісар», отримав за знаки розрізнення по дві золоті зірки на петлиці з золотими просвітами, а також по дві червоні зірки з золотою облямівкою на рукавах.
Дані знаки розрізнення проіснували недовго і вже в 1937 році їх було скасовано, а замість їх ввели знаки розрізнення за зразком РСЧА. Дивізійні комісари ГУПВВ НКВС як і їх армійські колеги отримали по два ромби на кожну з петлиць, крапову чи зелену в залежності від роду військ (облямівка петлиць червона).
Політичний склад ГУТАБ НКВС в свої більшості не мав персональних звань (їх мали лише співробітники які отримали їх ще до переводу до ГУТАБ). Адміністративно-господарський та політичний склад  ВОХР НКВС мав внизу петлиці червоний кут.

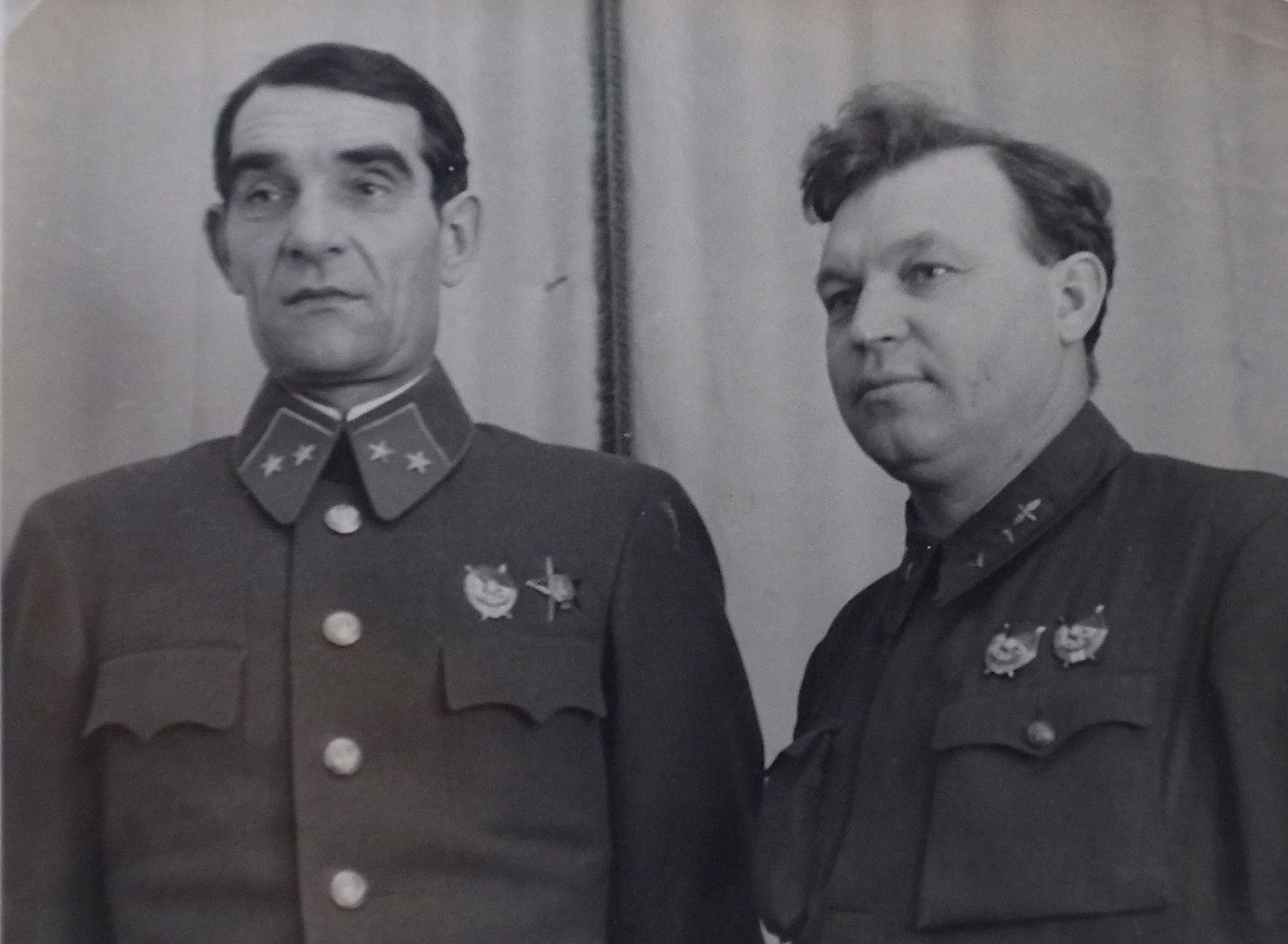
Дивізійний комісар Клоков Василь Павлович (праворуч) у однострої з відповідними знаками розрізнення. Петлиці несуть на собі емблему Військово-Повітряних сил. 1941 р.
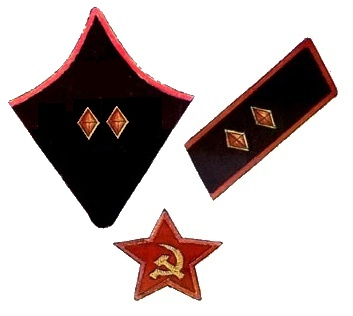
Знаки розрізнення дивізійного комісара (1935-1942).Військовий комісар у танкових чи артилерійських підрозділах
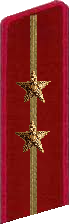
Знаки розрізнення корпусного комісара ВВ НКВС (1936-1937)

| Молодше звання Бригадний комісар | ГПУ РСЧА СРСР Дивізійний комісар | Старше звання Корпусний комісар |